# Dipmeter

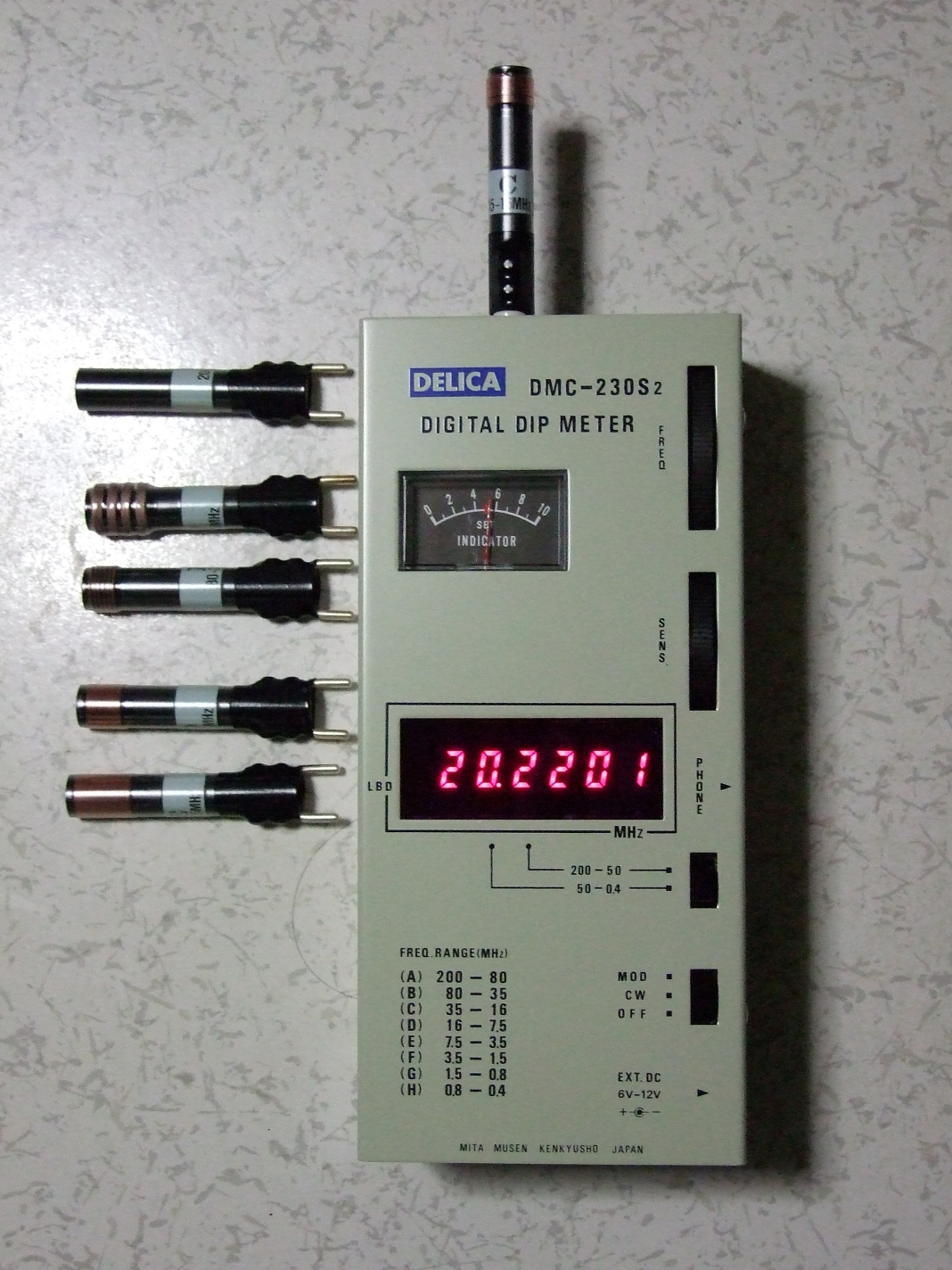
Dipmeter mit verschiedenen Messspulen und eingebauten digitalen Frequenzmesser

Ein Dipmeter, auch Grid-Dipper genannt, ist ein Gerät zur Messung der Resonanzfrequenz von elektrischen Schwingkreisen oder Antennen. Er besteht aus einem durchstimmbaren Oszillator mit einer Spule, die von außen zugänglich ist. Der Messbereich liegt typischerweise zwischen 0,1 MHz und 500 MHz und lässt sich in groben Schritten durch Austausch der Spule (Steckspule) wählen. 
Messobjekte eines Dipmeters sind häufig Schwingkreise, wie sie zum Beispiel für ZF-, Oszillator- und Abstimmkreise in HF-Empfängern, Sendern, Mess- und Prüfgeräten eingesetzt werden. Sie bestehen aus einer Spule und einem verlustarmen Kondensator. Häufig kann das Dipmeter auch als selektiver Messempfänger eingesetzt werden.
Die Bezeichnung wurde geprägt, weil das aktive Element des Oszillators früher eine Elektronenröhre war, deren Gitterstrom (englisch grid) gemessen wurde. Bei der Resonanzfrequenz zeigt das Messinstrument einen charakteristischen Rückgang (englisch dip) des Gitterstroms an.

## Wirkungsprinzip
Wenn zwei Schwingkreise (schwach) gekoppelt sind, weil sich beispielsweise die Magnetfelder ihrer Spulen gegenseitig durchdringen, tauschen sie untereinander Energie aus. Der aktive Kreis (also der Oszillator) verliert Energie, die der passive Schwingkreis entweder in Wärme umwandelt oder abstrahlt. Dieser Leistungsverlust ist bei Resonanz der beiden Kreise am größten und kann beim „Durchstimmen“ als Abfall des Gitterstroms (englisch grid dip) bzw. des Basis- oder Gatestromes des Oszillators gemessen werden. Je stärker die Kopplung zwischen Oszillator und Absorberkreis ist, desto ausgeprägter, aber auch „breiter“ ist der Dip. Im Resonanzfall ist die Dämpfung des Oszillatorkreises durch das Messobjekt am größten und seine Verstimmung am geringsten. Da das Durchstimmen aber von Hand erfolgt, ist die Genauigkeit der Frequenzmessung auf einige Prozent beschränkt. Ein zusätzlich angeschlossener Frequenzzähler kann deshalb lediglich die Ablesegenauigkeit des Dipmeters gegenüber einer analogen Frequenzskala erhöhen.

## Aufbau

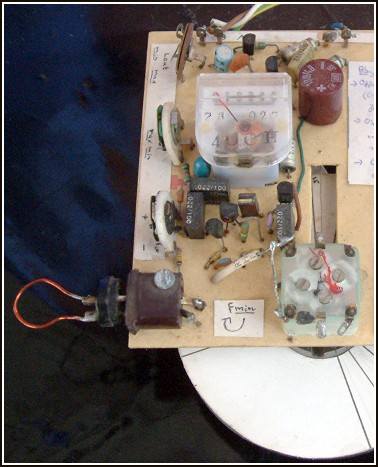
Geöffnetes Dipmeter

Das Bild zeigt die typischen Hauptkomponenten eines Dipmeters. Die Luftspule, links unten im Gerät eingesteckt, besteht in diesem (obersten) Bereich um 200 MHz nur noch aus einer Windung. Der Drehkondensator stimmt die Oszillatorfrequenz des Dipmeters ab. Er ist am rechten Bildrand in seiner hellen, transparenten Plastikummantelung zu sehen. Die Scheibe zum Verstellen des Kondensators auf der Unterseite dient gleichzeitig als Skala zum Ablesen der Messfrequenz. Der Ausschlag des kleinen Drehspulinstruments im oberen Bereich des Bildes verändert sich mit der Sendeleistung.

## Betriebsarten
- Aktiv: Als Messsender, hierbei wird die Messanordnung z. B. ein passiver Schwingkreis oder eine Antenne durch den eingebauten Oszillator erregt, und der „Verlust“ bei Resonanz bei der am Dipmeter eingestellten Frequenz qualitativ ermittelt. Hierbei könnte ein Frequenzmesser zusätzlich die Sendefrequenz des Dipmeters direkt messen. Das ist die „normale“ Betriebsart des Dipmeters.

- Passiv: Hierbei muss der zu messende Schwingkreis selbst Leistung abstrahlen. Dazu wird der Schwingkreis des Dipmeters nicht in einer Oszillatorschaltung betrieben, sondern dient als Eingangsfilter im Messempfänger (Einkreisempfänger). Nachdem dieses Eingangsfilter von Hand auf Empfangsmaximum (Dip) abgestimmt wurde, zeigt der Ausschlag des Zeigerinstruments die relative Stärke des Sendesignals und die Abstimmskala dessen Frequenz an (Absorptionsfrequenzmesser). Bei einigen Geräten kann zusätzlich ein Kopfhörer zur Überwachung der Modulation angeschlossen werden.